# EmEditor
EmEditor（エムエディタ）は、Emurasoftの江村豊が開発しているMicrosoft Windowsで動作するテキストエディタ。
オンラインソフト作者の江村豊が、自身の開発した通信ソフトEmTermのテキスト編集エンジンを元に作成したのが始まり。バージョン1はフリーウェアで、バージョン2よりシェアウェア化され、現在EmEditor Professionalという有償版がダウンロード販売されている。また、バージョン5から、一部機能を省略したフリーウェア版も復活し公開されている。
かつては、学生やソフト開発者などが無料で利用できるアカデミック/テクニカルライセンスが配布されていたが、個人情報保護の観点から、フリーウェア版の登場に伴って廃止された。

## 特徴
Unicode表示の対応、正規表現を用いた検索・置換（Boost.Regex、鬼雲）、タブ、フィルター、CSVおよびタブ区切り（TSV）の表示や変換等多くの機能が開発されてきた。
性能面では巨大ファイルでも高速処理が可能という特徴をもつ。バージョン7から、最大 248 GB（または21億行）、v20.5.0からは16 TB（または1.09兆行）の巨大ファイルを開くことが、より少ないメモリで高速にできるようになった。また、複数のファイルを開いてもマルチスレッド・単一プロセスで動作する。
公開フォーラムで開発者自身が質問に応対し、ソフトの修正や大胆な機能追加や細やかな改良をまめに行っている。カスタマイズ性も常に追究されている。その姿勢とともにソフトの機能・品質・性能の評価が高く、複数の賞を受けている。

### 色分け表示
ファイルの種類に応じて、予約語、タグ等の強調色分け表示ができる。標準では以下の言語に対応している。
| - Bat - C# - C++ - CSS - HTML - Ini | - Java - JavaScript - JSP - Pascal - Perl - PerlScript | - PHP - Python - RHTML - Ruby - SQL - TeX | - VBScript - Windows Script - x86 Assembler - XML |

ユーザが、構文を設定することも、新たな構文設定ファイルを読み込むこともできる。

### タブ機能
タブ機能を利用することにより、複数のファイルをタブで切り替えることができる。

### マクロ
VBScript、JavaScriptによるマクロ作成が可能。v6.00からは、対応するスクリプトエンジンをインストールする事でPerl、PHP、Python、Rubyといった言語もマクロに使用可能。また、キー操作を記録させる簡易マクロ機能もある。

### プラグイン
プラグインを利用することにより、機能を拡張できる。エムソフトやユーザのウェブサイト上で数多くのプラグインが公開されている。バージョン6からはプラグインでカスタムバー機能が実現可能となり、アウトライン表示・ファイル差分表示等のプラグインがバージョン6と同時に公開された。
公式で提供されているものは、
- アウトライン表示（OutlineText）
- エクスプローラ（Explorer）
- プロジェクト（Projects）
- ウィンドウ一覧（OpenDocuments）
- 差分表示（Diff）
- HTMLのプレビュー（WebPreview）

等。

### その他の機能
- ファイルから検索・置換
- 箱型選択
- ワークスペースの利用
- ウィンドウの分割
- 外部ツールの呼び出しとアウトプットバーへの出力

## ラインナップ
以下の種類がある。
EmEditor Professional
2003年にv3の有償アップグレード（税込945円）による後継としてリリースされた。2016年時点でWindows 32ビット版と64ビット版がある。元々はバージョンアップを無料としていたが、2011年11月以降の購入者はメジャーバージョンアップが有料になった。2012年9月にはバージョンアップが永久無料な「永久ライセンス」が追加され、2013年12月に通常ライセンスはメジャーバージョンを問わない年間ライセンス方式に変更された。2016年時点で永年通常ライセンス（初回料金+年間料金）と永久ライセンス（一回払で無料バージョンアップ可能）がある。複数割引あり。オプションでバックアップCDが入手可能。2024年8月28日に永久ライセンスの販売が終了し、年間サブスクリプション方式のみの販売となる。永久ライセンスは過去26年間値上げし続け、1998年のv2当初は税込1,260円だったが、最終的に税込58,520円まで値上げして廃止になった。
EmEditor Free
無期限で使える無料版。プラグインなどの機能が省かれている。長らく更新がまばらだったが、2013年にバイナリがProfessionalと統一されて相互の切り替えが容易になった。v21.2.0からブックマーク、マーカー、ファイルの比較 (既定オプションのみ)、スペル チェック、連番の挿入、全画面表示、ワークスペース、マクロ (記録と実行のみ)、アウトライン、スタート ウィンドウ、v21.3.0から巨大ファイルをサポート、v21.4.0から自動更新といったProfessional版と同等の機能が解放された。
なお、Free版は学校や家庭などでの個人利用のみ使用が認められており、会社、政府、その他の組織で利用することは許可されていない。
かつては以下のものも存在した。
EmEditor Standard
v3の無償アップグレードによる後継、およびv4 Professionalの廉価版としてリリース。2007年に公開されたv7でProfessionalに一本化された。Scriptを使用した高機能マクロ、Unicode文字の検索等いくつかの機能が制限されていた。
EmEditor パッケージ版
ソフトウェア本体やいくつかのプラグインが収録されたCD-ROMとそのシリアルキー、マニュアルを同梱した小売パッケージ。2016年時点で、この形態での販売は行われていない。
- EmEditor 2002（EmEditor v3と同等）
- EmEditor Professional 2004（EmEditor Professional v4.04と同等）
- EmEditor Professional 2006（EmEditor Professional v6.00.2と同等）
- EmEditor Professional 2010（EmEditor Professional v9.06と同等）

## 履歴
- 1997年4月28日：EmEditor Free v1.00公開。文字列の折り返しモードをアイコンで簡易に切り替えできる点がユニークであった。起動が高速で、Windows標準のメモ帳の代替としても広く使用されてきた。
- 1998年6月30日：EmEditor v2.00公開。JISコード、EUC-JPに対応。有償シェアウェアとなった。[21]
- 2000年8月1日：EmEditor v3.00公開。Unicode、プラグインに対応。
- 2003年12月18日：EmEditor Professional v4.00公開。マクロ機能を実装。ウィンドウ結合機能により、実際はマルチプロセスだがMDI風のインターフェースを選択できるようになる。[16]
- 2003年12月24日：EmEditor Standard v4.00公開。
- 2004年4月26日：EmEditor Professional 2004発売。
- 2005年12月21日：EmEditor Professional/Standard v5.00公開。シングルプロセス・マルチスレッドとなり、タブ機能も強化。64bit版が追加される。
- 2006年1月25日：EmEditor Free v5.00公開。1998年1月24日公開のv1.27以来となるフリーウェア版[29]。
- 2006年4月24日：EmEditor Professional v6.00ベータ公開。カスタムバー機能搭載（アウトライン等）、複数言語によるマクロに対応。
- 2006年6月13日：EmEditor Professional/Standard/Free v6.00公開。Windows Vistaに対応。
- 2006年10月20日：EmEditor Professional 2006発売。
- 2007年8月8日：EmEditor Professional v7.00ベータ公開。USBメモリへのインストール、カスタムツールバー機能搭載（検索バー、HTMLバー）、単語補完機能、巨大ファイルの編集への最適化、フリーカーソル対応等。
- 2007年12月20日：EmEditor Professional v7.00公開。
- 2008年11月20日：EmEditor Professional v8.00公開。
- 2009年10月13日：EmEditor Professional v9.00公開。
- 2009年12月25日：EmEditor Professional 2010発売。
- 2010年7月1日：EmEditor Professional v10.0.0公開。比較機能の強化、スペルチェック機能の搭載等。
- 2011年9月22日：EmEditor Professional v11.0.0公開。異字体シーケンス（IVS）に対応等。
- 2012年9月27日：EmEditor Professional v12.0.0公開。対応するタグの強調、改善されたブックマーク、メッセージ送信機能、改善されたマーカー、Windows 8 対応等。
- 2013年6月11日：EmEditor Professional v13.0.0公開。複数選択編集、巨大ファイルに関するさらに多くのサポート、複数ファイルのエンコードの変換、クイック起動等。
- 2013年12月10日：EmEditor Professional v14.0.0公開。高度になった複数選択機能、パーセント エンコーディング、1行上/下へ移動等。
- 2015年4月7日：EmEditor Professional v15.0.0公開。複数のワークスペースを扱う機能を追加、フィルター機能の強化等。
- 2016年5月25日：EmEditor Professional v16.0.0公開。
- 2017年7月19日：EmEditor Professional v17.0.0公開。
- 2018年8月9日：EmEditor Professional v18.0.0公開。
- 2019年7月31日：EmEditor Professional v19.0.0公開。
- 2020年7月21日：EmEditor Professional v20.0.0公開。
- 2021年8月11日：EmEditor Professional v21.0.0公開。
- 2022年10月6日：EmEditor Professional v22.0.0公開。
- 2023年11月16日：EmEditor Professional v23.0.0公開。